# فروع (إب)

تعديل مصدري - تعديل

فروع هي إحدى قرى عزلة المقاطن بمديرية إب التابعة لمحافظة إب، بلغ تعداد سكانها 522 نسمة حسب تعداد اليمن لعام 2004.